# Sněženka a Růženka
Sněženka a Růženka (německy Schneeweißchen und Rosenrot) je československo-německá filmová pohádka z roku 1979 režiséra Siegfried Hartmann. V hlavních rolích se představili Julie Jurištová jako Sněženka a jako Růženka Katrin Martin.

## Děj
Sněženka a Růženka jsou dvě sestry.

## Herecké obsazení
- Julie Jurištová – Sněženka
- Katrin Martin – Růženka
- Pavel Trávníček – Princ Michael
- Bodo Wolf – Princ Andreas
- Hans-Peter Minetti – Trpaslík
- Johannes Wieke – Dědeček Matthias
- Annemone Haase – Matka